# Eichelgau

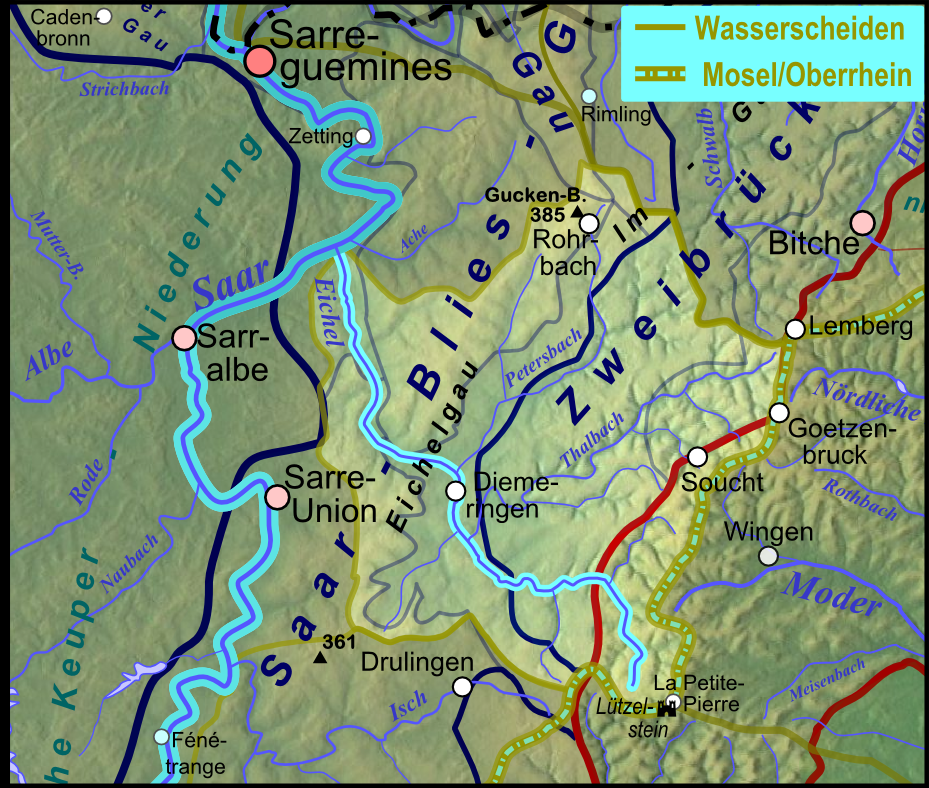
Der „Eichelgau“ um Diemeringen auf einer Landkarte

Der Eichelgau war ein fränkischer Gau im Flussgebiet der Eichel, einem rechten Nebenfluss der Saar.

## Gau Eichelgau
Im Fränkischen Reich bestand im Flussgebiet der Eichel ein Gau namens Eichelgau. Der Gauname ist in Weißenburger Urkunden des 8. und 9. Jahrhunderts als pagus Aculinse, Aquilinse und Achilgowe dreimal belegt. Die Verbreitung der Reihengräberfunde weist als Kernraum des Gaus das Tal der mittleren Eichel aus. Die Belegorte bzw. Marken lassen sich jeweils nicht oder nur mit beträchtlichen Unsicherheiten lokalisieren. Im Norden grenzte der frühmittelalterliche Eichelgau an den Bliesgau, im Osten an das Waldland des Vosagus und im Süden und Westen an den oberen Saargau.

## Belege
1. 1 2  Roland W. L. Puhl: Die Gaue und Grafschaften des frühen Mittelalters im Saar-Mosel-Raum. Philologisch-onomastische Studien zur frühmittelalterlichen Raumorganisation anhand der Raumnamen und der mit ihnen spezifizierten Ortsnamen (= Beiträge zur Sprache im Saar-Mosel-Raum. Bd. 13). SDV – Saarbrücker Druck und Verlag, Saarbrücken 1999, ISBN 3-930843-48-X (Zugleich: Saarbrücken, Universität, Dissertation, 1996). S. 136–143 (Eichelgau).